# Бурле
Бурле — упразднённый в 1998 году аул в Русско-Полянском районе Омской области. Входил в состав Новосанжаровского сельского поселения. 

## География
Располагался в 7 км к северо-западу от села Новосанжаровка, у бывшего железнодорожного разъезда Новосанжаровский.

## История
Исключен из учётных данных в 1998 г.

## Инфраструктура
По данным на 1991 г. аул являлась участком совхоза «Новосанжаровский».

## Транспорт
К аулу шла просёлочная дорога. 